# Musée de la Bijloke
 (décembre 2015).
Si vous disposez d'ouvrages ou d'articles de référence ou si vous connaissez des sites web de qualité traitant du thème abordé ici, merci de compléter l'article en donnant les références utiles à sa vérifiabilité et en les liant à la section « Notes et références ».
Le musée de la Bijloke est hébergé dans les bâtiments d’une ancienne abbaye cistercienne, l'abbaye Notre-Dame de la Byloke à Gand en Belgique.

## Histoire du bâtiment
L'Abbaye fut fondée en 1215 et dotée par Jeanne de Constantinople aux environs de 1228. 
L’hôpital de la Byloke (nombreuses graphies différentes: Bilocque, Bylocque…), édifice gothique, érigé en 1227 à l’initiative d’une famille patricienne, fait partie du complexe et a traversé quasi intact les siècles. 
Le mouroir (Craeckhuys) situé derrière la salle des malades date du XVIe siècle et a été aménagé en salle de concert. Après les dévastations des calvinistes au XVIe siècle seules demeurèrent les ailes sud et est de l’abbaye. 
L’église fut détruite, et ses matériaux utilisés plus tard à renforcer les fortifications. Le mur pignon du réfectoire, de 1325, a été restauré dans les années 1890 par l’architecte Van Assche.

## Collection
La collection du musée de la Bijloke (néerl. Bijlokemuseum) comprend des ferronneries, de la poterie, de la dinanderie, de la verrerie, de la porcelaine, des armes, des costumes anciens et des chinoiseries. Des intérieurs gantois du XVIIe et du XVIIIe y ont été reconstitués. 
En outre on peut y trouver du mobilier d’église, des objets du culte, dont une croix de procession du XIVe, des vêtements sacerdotaux du XVIe, etc. 
On y conserve également les plans originaux, établis en 1518 par les architectes Domien de Waghemakere et Rombout Keldermans, de l’hôtel de ville de Gand.
En 2010, le musée historique de Gand (Stam ou Stadsmuseum Gent) rejoint le site.